# Tundrita-(Ce)
La tundrita-(Ce) és un mineral de la classe dels silicats. Rep el seu nom de la seva localitat tipus, el massís de Lovozero, anteriorment anomenat Lovozero Tundra, més el sufix "-(Ce)" pel seu contingut en ceri.

## Característiques
La tundrita-(Ce) és un silicat de fórmula química Na₂Ce₂Ti(SiO₄)(CO₃)₂O₂. Cristal·litza en el sistema triclínic. La seva duresa a l'escala de Mohs és 3. És una espècie estretament relacionada amb la kihlmanita-(Ce).
Segons la classificació de Nickel-Strunz, la tundrita-(Ce) pertany a «9.AH - Nesosilicats amb CO₃, SO₄, PO₄, etc.» juntament amb els següents minerals: iimoriïta-(Y), tundrita-(Nd), spurrita, ternesita, britholita-(Ce), britholita-(Y), el·lestadita-(Cl), fluorbritholita-(Ce), fluorel·lestadita, hidroxilel·lestadita, mattheddleïta, tritomita-(Ce), tritomita-(Y), fluorcalciobritholita i fluorbritholita-(Y).

## Formació i jaciments
Va ser descoberta a la pegmatita No. 45 del mont Lepkhe-Nel'm, al llac Seidozero, al massís de Lovozero, Península de Kola (óblast de Múrmansk, Rússia). També ha estat descrita al massís de Khibini, també a la península de Kola; a la pedrera Poudrette (Montérégie, Quebec); i al complex intrusiu d'Ilímaussaq, a Kujalleq (Groenlàndia).